# Ulley
Ulley – wieś w Anglii, w hrabstwie ceremonialnym South Yorkshire, w dystrykcie metropolitalnym Rotherham. Leży 12 km na wschód od miasta Sheffield i 222 km na północ od Londynu. W 2001 miejscowość liczyła 182 mieszkańców.